# Skop (Band)
SKOP ist eine norddeutsche Ska-Band, die 1999 in Elmshorn gegründet wurde.

## Bandgeschichte
Die Band gründete sich 1999 um den Sänger und Songwriter Michael Ramm, der bereits als Saxophonist bei der Band The Monroes aktiv war. Die ursprünglich aus 4 Musikern bestehende Band, entwickelte sich zu der aktuell aus 11 Musikern bestehenden Formation.
Bühnenpräsenz bewies die Band auf vielen regionalen und überregionalen Veranstaltungen wie Circus Maximus KO, Jazztime Hildesheim, Fabrik, Borkum Jazztage, Wilwarin, Krückau Festival, Markthalle Hamburg. Neben Auftritten im deutschsprachigen Raum spielte SKOP im Jahre 2008 auf dem „Rock for People Festival“ in Tschechien.
Gerne übernahm SKOP auch den Support internationaler Bands wie Bad Manners, The Skatalites und The Busters.
Zu hören war SKOP bei Delta-Radio, NDR 2, Radio Excless, Radio Zusa sowie IZ-Radio.

## Stil
Der Name SKOP (Ska meets Pop) symbolisiert die unterschiedlichen musikalischen Einflüsse der Band. SKOP spielt vorwiegend Ska und Reggae mit stilistischer Öffnung in den Pop- und Jazz-Bereich.
Die Texte der Band sind sowohl auf Deutsch, Spanisch, Französisch vorwiegend jedoch in englischer Sprache verfasst. SKOP verfügt mit Dörthe Ramm über einen zweiten Frontgesang, durch den viele Stücke mehrstimmig gesungen werden.

## Musik
Nachdem auf dem ersten Tonträger Scary (2000) vorwiegend Stücke mit unterhaltendem Charakter zu hören waren, wurde SKOP bei den nachfolgenden CDs Take off (2005) und Ska’n’Roll (2009) zunehmend politischer und gesellschaftskritischer. Mit Songs wie War inna Babylon, Sans issue, Another perfect Day bezieht die Band Stellung zu aktuellen politischen Ereignissen.
Dem Selbstverständnis der Band zufolge ist SKOP dennoch keine vorrangig politisch motivierte Band. Spaß an dieser Musik und die Interaktion mit dem Publikum bilden die grundlegende Motivation.
Zugunsten von Viva con Agua brachte SKOP im Jahre 2010 eine Maxi-CD mit dem Titel Tequiero FC St. Pauli heraus. Diese wird ausschließlich zugunsten von Viva con Agua verkauft.
Ebenfalls im Jahre 2010 erschien eine DVD, auf der ein Unplugged-Konzert zu sehen ist, welches 2009 in der Nikolaikirche (Elmshorn) aufgenommen wurde.

## Diskografie
Alben
- 2000: Scary (CD)
- 2005: Take off (CD)
- 2009: Ska ’n’ roll (CD)
- 2010: Te quiero (Maxi-CD)

 Samplerbeiträge
- 2004: itz Rock 1 (CD)
- 2010: 100 Jahre St.Pauli (CD-Box)
- 2013: Waterpunk 3 (CD)

DVD
- 2010: Skop zum Gucken